# Supervolley Ens
Le Supervolley Enns est un club de volley-ball autrichien basé à Enns, et évoluant au plus haut niveau national (aon Volley League).

## Palmarès
Néant.

## Effectif de la saison en cours
Entraîneur : Walter Pellinger  Autriche ; entraîneur-adjoint : Dieter Hackl  Autriche
| Numéro | Nom                   | Taille | Nationalité        |
| ------ | --------------------- | ------ | ------------------ |
| 1      | Armin SCHWEIGER       | 1,98   | Autriche           |
| 2      | Christian MITTERHUBER | 1,88   | Autriche           |
| 3      | Bernhard PRAMMER      | 1,98   | Autriche           |
| 4      | Robert ZOISTER        | 1,89   | Autriche           |
| 5      | Martin NOVOTNY        | 2,04   | République tchèque |
| 6      | Mario STEINÖCKER      | 1,99   | Autriche           |
| 7      | Robert CHOCHOLAK      | 1,96   | Slovaquie          |
| 8      | Juraj TOMASIK         | 1,89   | Slovaquie          |
| 9      | Markus TRAPPMAIR      | 1,80   | Autriche           |
| 10     | Martin SCHICKLMÜLLER  | 1,83   | Autriche           |
| 11     | Christoph BERGER      | 1,86   | Autriche           |
| 12     | Elvir GASCHI          | 1,83   | Autriche           |
| 13     | Dieter HACKL          | 1,88   | Autriche           |